# Старово (Юровское муниципальное образование)
Старово — деревня в Грязовецком районе Вологодской области.
Входит в состав Юровского муниципального образования, с точки зрения административно-территориального деления — в Покровский сельсовет.
Расстояние до районного центра Грязовца по автодороге — 21,5 км, до центра муниципального образования Юрово по прямой — 14 км. Ближайшие населённые пункты — Заречье, Желоминино, Игумново.
По переписи 2002 года население — 1 человек.